# Certamen Internacional de Cortometrajes Roberto Di Chiara
El Certamen Internacional de Cortometrajes Roberto Di Chiara se trata de un evento en donde se proyectan cortometrajes de producción independiente e internacionales, se realiza anualmente desde 2009 en la localidad de Florencio Varela, Provincia de Buenos Aires, República Argentina. Es organizado por la Asociación de Artistas Visuales Independientes de Varela (AAVIV).
Lleva el nombre del periodista y archivista Roberto Di Chiara, como homenaje al fundador de unos de los archivos fílmicos más grandes del mundo.

## Categorías
Se divide en las categorías de: individual, colectivo y estudiantes, y abarca los géneros de ficción, documental y animación. Además los trabajos se pueden presentar en diversos formatos, como spot de un minuto, cortometraje de hasta quince minutos y mediometrajes de hasta treinta minutos. La producción presentada no debe tener más de diez años desde su creación.
A partir de 2010 se incluyó una categoría orientada a estudiantes, para incentivar la producción regional de materiales audiovisuales.

## Ediciones
El Certamen se viene desarrollando regularmente desde el año 2009 llevándose adelante en el año 2022 su 14ta edición con proyecciones en la sede central de la Universidad Nacional Arturo Jauretche y al aire libre en la calle peatonal Bernardo de Monteagudo del barrio Centro de Florencio Varela.

### Edición de 2009
La primera edición del Certamen se llevó a cabo el 29 de diciembre de 2009, fue presentado por la Asociación de Artistas Visuales Independientes de Varela (AAVIV), además contó con la presencia de Daniel Di Chiara (uno de los colaboradores principales del Archivo DiFilm) y Lito Cruz. El sitio escogido para el debut del festival fue el Espacio Cultural AAVIV en la calle Rivadavia al 179, en Florencio Varela.
Se presentaron alrededor de 90 cortometrajes que vinieron de países de todo el mundo como Bélgica, España, Grecia, Costa Rica, Chile, Brasil, Australia, Ecuador, Francia, Italia, México, Estados Unidos y Argentina.
A finales de 2010 se proyectaron los cortometrajes ganadores de esta edición en la peatonal Monteagudo.

### Edición de 2010
En la edición de 2010 se incluyó una categoría para estudiantes, para incentivar la producción de cortometrajes locales. Se realizó en el edificio de la sede del sindicato municipal, situado en Maipú, en la intercesión de las calles Pedro Borrel y Falucho.

### Edición de 2011
Para la edición de 2011 se presentó la feria de la industria audiovisual, en donde se instalaron stands a empresas que fabrican productos vinculados a la industria audiovisual, como carros de travelling, equipos de iluminación y sonido. Además en esta edición participaron en la organización la Universidad Nacional Arturo Jauretche, la Municipalidad de Florencio Varela y la Federación Gráfica Bonaerense.